# سارا خوش‌جمال فکری
سارا خوش‌جمال فکری (زادهٔ ۳۰ شهریور ۱۳۶۷، رودبار) تکواندوکار ایرانی است که در المپیک تابستانی پکن شرکت کرد. او نخستین تکواندوکار زن ایرانی بود که در المپیک مسابقه می‌داد و با ۱ برد برابر تودالی از مراکش و ۱ باخت از یانگ از چین تایپه در دور یک‌هشتم‌نهایی از دور مسابقات حذف شد. پیش از المپیک مجله تایم وی را یکی از ۱۰۰ ورزش‌کار تماشایی المپیک معرفی کرده بود.
او برای راهیابی به مسابقات المپیک، در رقابتهای آسیایی ویتنام در رشته تکواندو نشان برنز و سهمیه المپیک را کسب کرد و در مسابقه انتخابی بر فاطمه نعمتی غلبه کرد.
سارا خوش‌جمال فکری، در بازی‌های آسیایی گوانگژو، نشان برنز را به دست آورد.
او در رشته تربیت‌بدنی تحصیل کرده و اکنون دانشجوی دکتری بیومکانیک ورزشی است.
اخیرا او اقدام به راه اندازی وبسایت شخصی خود نموده است که به بیان دیدگاه ها و ارائه ی خدمات در حوزه ی مربیگری و کوچینگ ورزشی میپردازد.